# Blue Jeans (chanson)
Pour les articles homonymes, voir Blue Jeans (homonymie).
Singles de Lana Del Rey
Born to Die
(2011) Summertime Sadness
(2012)
Pistes de Born to Die
Off to the Races Video Games
Blue Jeans est une chanson de l'auteure-compositrice-interprète américaine Lana Del Rey, issue de son premier album studio, Born to Die. Le titre est composé par Del Rey, Dan Heath ainsi qu'Emile Haynie en plus d'être produit par ce dernier. Dans la plupart des pays européens, de même que dans certains territoires d'Asie et d'Amérique, la piste est commercialisée en tant que troisième single de l'album. Mêlant divers styles musicaux, tels la pop, l'indie pop et le hip-hop, elle relate l'histoire d'une relation complexe à l'origine de nombreux problèmes.
La presse accueille la chanson de façon généralement positive, appréciant son refrain puissant et ses sonorités hip-hop[ref. nécessaire]. Le public réserve quant à lui un accueil plus froid au morceau, ce dernier n'obtenant qu'un succès modéré en Israël et en France, en plus de se hisser au sein de certains hit-parades, notamment ceux de la Suisse et du Royaume-Uni.
Afin de promouvoir le titre, trois vidéoclips sont produits, un créé par Del Rey elle-même, un autre montrant la chanteuse interprétant une version acoustique de la piste et un dernier réalisé par le cinéaste français Yoann Lemoine. Cette dernière vidéo, tournée en noir et blanc, est saluée par la critique, récoltant deux nominations aux UK Music Video Awards. Toujours dans le but d'assurer la promotion du titre, Del Rey l'interprète dans de nombreux programmes télévisés, entre autres dans la variante britannique de The Voice, dans l'émission française Le Grand Journal et dans la série américaine Saturday Night Live.

## Genèse et composition
Blue Jeans est composée par Lana Del Rey, Dan Heath ainsi qu'Emile Haynie, et est produite par ce dernier. La chanson est enregistrée dans le chalet personnel de Heath, à Santa Monica. Del Rey et Heath y composent la mélodie de la piste, créant une progression d'accords qui plus tard devient le refrain du titre. Celui-ci comprend des instruments à cordes lo-fi recouvant la voix de Del Rey lorsqu'elle fredonne « Je t'aimerai jusqu'à la fin des temps »,. La piste, bénéficiant d'un rythme relativement simple, rappelle les pièces du producteur américain Timbaland. Quant aux paroles, elle relatent l'histoire d'une relation complexe qui engendre de nombreux problèmes,. Plusieurs de ses lignes sont en outre inspirées par le style hip-hop. Ces influences peuvent notamment être perçues dans les couplets « Tu es aussi frais que la mort et malade que le cancer / Je t'aime plus que ces garces d'avant » et « J'ai grandi dans le hip hop »,. D'une autre part, une forte influence de pop baroque est perceptible au sein du morceau, entre autres à travers l'utilisation de la guitare sèche et la ligne « L'amour est dur et l'amour blesse / Mais je me souviens encore de ce jour de décembre où nous nous sommes rencontrés »,. L'instrumentation du morceau se compose de batteries, de guitares ainsi que de claviers. Enfin, le titre possède un tempo de 60 battements par minute et est écrite dans la clef de Fa mineur.

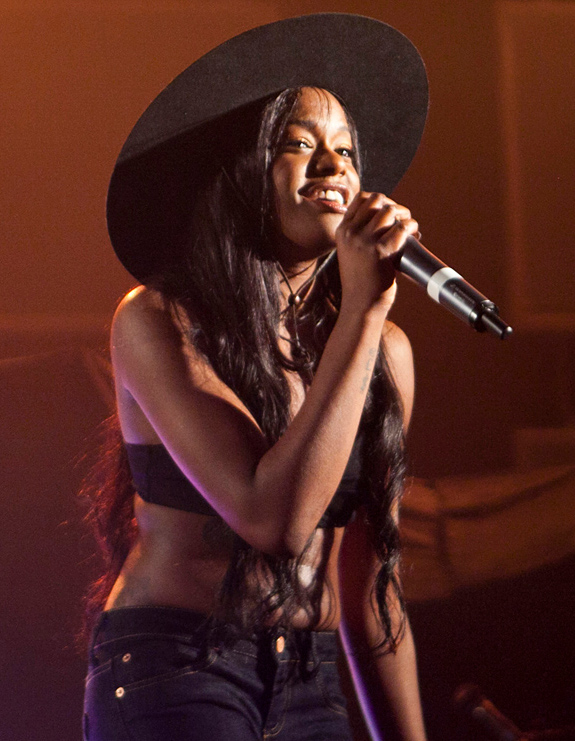
Le rappeuse américaine Azealia Banks figure sur l'un des remixes du morceau.

La chanson est initialement publiée sur un maxi intitulé Blue Jeans / Video Games sur lequel figure les deux titres énumérés. Par la suite, elle est rééditée dans un nouvel EP portant le nom de l'interprète, Lana Del Rey. Celui-ci fait une brève apparence dans le Billboard 200 en janvier 2012 après s'être écoulé à 14 000 exemplaires. Ultérieurement, la piste, qui est finalement comprise dans l'album Born to Die, est utilisée en guise de face B du premier single du LP. Le morceau devient peu après le troisième extrait du disque. Sa pochette, révélée le 13 mars 2012, précède sa sortie, qui a lieu le 8 avril.
À la suite de la sortie officielle de la chanson, un maxi contenant plusieurs variantes de Blue Jeans est mis en vente sur l'iTunes Store. Parmi eux, on retrouve un remix sorti courant 2011 et réalisé par Penguin Prison. Se trouve également sur l'EP une version du titre mettant en scène le rappeuse américaine Azealia Banks. Mark Foster (en), vocaliste de la formation Foster the People, est à l'origine de cette collaboration. Il lui donne le nom de Sim & Belle. Durant son processus de création, Del Rey et Banks font également appel à Ryan Tedder du groupe OneRepublic, celui-ci ayant déjà travaillé sur des titres tels que Bleeding Love de Leona Lewis et Halo de Beyoncé. Au cours de la 52e cérémonie des Grammy Awards, Tedder, dans le cadre d'une interview pour le périodique Billboard, déclare qu'il a dû « annuler plusieurs sessions d'enregistrement et d'écriture pour [se] concentrer sur des projets qui [l]'attirent et qu'[il] considère comme motivants, dont ce remix. »,. Cette dernière version remixée du morceau omet d'inclure les percussions sombres présentes dans l'édition originale du titre, laissant davantage place à des sons électroniques. Elle incorpore aussi des rythmes house sur lesquels Banks évoque « la vie de gangster ».

## Accueil critique
Blue Jeans est globalement bien accueillie par la presse. Dans un billet publié en avril 2012, le magazine Digital Spy affirme que le titre est « empli d'une grandeur à l'américaine ainsi que d'un ton menaçant ». La chaîne télévisée musicale MTV apprécie également le moreau, mais en vient néanmoins à se questionner sur l'optimisme qu'il renferme. De son côté, le The Huffington Post encense le caractère nostalgique et réaliste de la musique ainsi que la profondeur de ses paroles. D'autre part, le site web So So Gay estime que la piste « contient des phrases dignes d'un succès rap », la comparant à la discographie d'Aaliyah dans les années 1990 ainsi qu'aux chansons de The Weeknd. Dans le même ordre d'idées, le magazine Slant souligne que Del Rey met à profit « son impressionnante gamme de tournures vocales » dans la piste. Il salue aussi l'originalité de ses paroles, notant entre autres les comparaisons inusitées que la chanteuse effectue entre son amant et son pull favori. Dans un article tout aussi positif, le périodique britannique NME déclare que « l'originale piste rappelle musicalement les morceaux de Chris Isaak et visuellement le reflet de l'océan sur les cuisses nues d'Helena Christensen ».

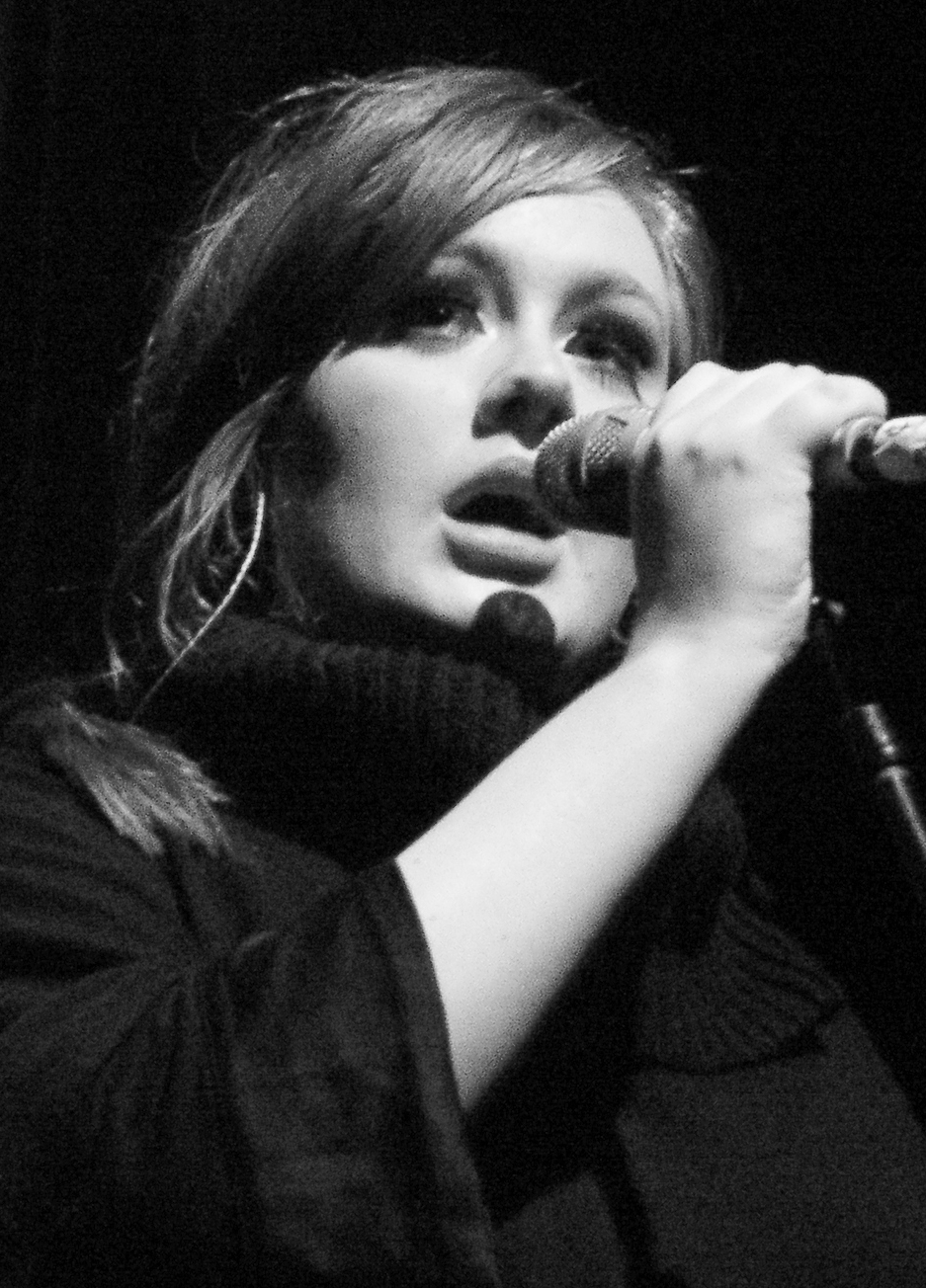
Blue Jeans entraîne plusieurs comparaisons avec les chansons de l'auteur-compositrice-interprète britannique Adele.

Nommant Blue Jeans comme une des meilleures pièces de l'album, la publication Sputnikmusic remarque ses références à l'œuvre de Quentin Tarantino tandis la revue spécialisée Beats per Minute affirme qu'elle est un « western spaghetti version gangsta ». Ce dernier journal ajoute également que la chanson marque une tournure originale et « possède un air unique, voire inspiré ». Résumant brièvement la piste, le magazine musical DOA indique que « Blue Jeans est portée par un rythme indéniablement entraînant. [...] Les sonorités s'accélèrent et Del Rey se lance alors dans de nouvelles paroles [...] jusqu'à ce que le tout se dissipe dans un refrain dans lequel l'interprète proclame qu'elle aimera son copain jusqu'à les fins des temps ». Dans une critique de l'album Born to Die, le site web No Ripcord apprécie les paroles recherchées de la chanson, décrite comme une « sombre ballade ». Outre cela, la revue Music OMH, bien que déplorant les fortes similarités entre le morceau et les pièces d'Adele, certifie que le titre est « douloureusement splendide, s'amalgamant à la plus triste des chansons d'amour jamais écrites ». Sur un ton plus négatif, la publication Pitchfork regrette la pente hyper-sexualisée qu'a prise l'album Born to Die et son single Blue Jeans, attestant : « Vous auriez beaucoup de difficulté à trouver une chanson dans laquelle Del Rey explore ses émotions ou tout simplement aborde quelque chose de plus complexe qu'une langue léchant sensuellement un cornet de crème glacée — dans laquelle elle ne se transforme pas en un objet de désir masculin ». L'auteur du billet, consternée, certifie que le morceau résume approximativement 65 % des paroles de l'album.

## Performance dans les hit-parades
Au sein du continent européen, Blue Jeans obtient un succès modéré. En France, la chanson se hisse à la 16e position du hit-parade national à la fin de l'année 2011, après de la sortie de l'album Video Games, tandis qu'en Suisse elle atteint le 39e rang du Schweizer Hitparade au cours du mois de février 2012,. Sur le territoire belge, le morceau fait une courte apparition dans le Ultratop, à la 106e place en Flandres et à la 104e en Wallonie,. Il effectue un parcours similaire en Croatie, où il se classe brièvement à la 51e place du palmarès. Au Royaume-Uni, le titre atteint la 32e position du UK Singles Chart après y avoir figuré pendant une dizaine de semaines.
Ailleurs dans le monde, Blue Jeans parvient à s'imposer, notamment en Amérique, en Asie et en Océanie. Aux États-Unis, la pièce intègre les hit-parades réservés à la musique rock et alternative, respectivement à la 41e et à la 24e place,. De même, au Brésil, la chanson réussit à figurer dans différents palmarès : elle atteint la 60e position du classement pop et la 94e du hit-parade radiophonique,. Sur le continent asiatique, le titre atteint le 10e rang du Media Forest, en Israël, alors qu'en Océanie, il touche la 13e position du palmarès hitseekers australien, classement réservé aux artistes n'ayant obtenu encore aucun succès significatif en Australie,.

## Vidéoclip

### Réalisation
Le vidéoclip de Blue Jeans est réalisé par l'artiste français Woodkid, ayant précédemment collaboré avec la chanteuse sur la vidéo de Born to Die. Le 15 mars 2012, Del Rey tweete un message indiquant que la sortie de la vidéo approche, accompagné de la couverture du single, issue du clip. Celle-ci montre l'interprète étendue sur le sol et vêtue d'un justaucorps blanc. Son cou est saisi par une main sur laquelle est inscrite le mot « Fuck ». Le jour suivant, Del Rey dévoile deux nouvelles images de la vidéo. La première dépeint la chanteuse debout portant un maillot de bain une pièce alors que Bradley Soileau, mannequin également présent dans le clip de Born to Die, caresse son corps tout en embrassant sa nuque. Dans le second cliché, Del Rey fume une cigarette en fixant Soileau. Au cours d'une interview accordée au magazine américain Billboard, celui-ci décrit le tournage du clip :

« J'ai été sélectionné parce que le photographe Armen Djerrahian, qui m'avait déjà rencontré lors d'une séance pour Wild Magazine, connaissait le réalisateur de la vidéo, Yoann Lemoine. […] Lana a été une collègue brillante, tout comme le reste de l'équipe, d'ailleurs. […]  Dans la vidéo, je n'étais qu'un objet — seule mon allure avait de l'importance. Cela ne me fâche pas ; ça ne fait qu'exprimer la superficialité de cette industrie. »

Trois jours après le dévoilement des images, une ébauche du vidéoclip apparaît sur le web. Cette version pirate inachevée ayant fuité sur la plateforme Twitvid est rapidement retirée à la suite d'une réclamation de droits d'auteurs émise par Universal Music,. La version officielle est révélée le jour suivant, le 19 mars 2012, sur Vevo.

### Synopsis
Le vidéoclip monochromatique précède le clip de Born to Die. Il débute par un plan montrant le visage de Del Rey flottant sur l'eau, sur une musique au violon. La chanson commence ensuite tandis qu'un homme tatoué, interprété par le mannequin Bradley Soileau, apparaît fumant une cigarette face à une piscine rétro située dans une maison hollywoodienne des années 1960. Celui-ci retire ses vêtements et se dirige vers Lana Del Rey, la caresse et insère ses doigts dans sa bouche. Il plonge ensuite dans la piscine, et est rapidement rejoint par la chanteuse, vêtue d'un maillot de bain une pièce blanc. Elle s'enfonce sous l'eau, et, soudain, quatre alligators émergent et entourent la nageuse. Celle-ci revient conséquemment à la surface, puis embrasse Soileau, qui se trouve en fait être un des reptiles. Lana Del Rey continue à l'étreindre jusqu'à ce qu'elle s'évanouisse. L'homme prend ensuite la chanteuse inanimée dans ses bras, avant de s'emparer de son cou et de la noyer en l'amenant jusqu'au fond de la piscine avec lui. Le clip se termine avec une séquence montrant Del Rey et Soileau immobiles, toujours sous l'eau.

### Réception
La presse réserve un accueil partagé au clip, certains saluant sa simplicité, d'autres la présentant comme une lacune. Le Daily Mail apprécie « l'ambiance onirique du clip »et la qualité de la réalisation. Il compare en outre l'allure de Lana Del Rey à celle d' « une pin-up d'antan ». Plus mitigée, MTV juge la vidéo « classique » tandis que Jason Lipshutz, journaliste pour le périodique musicale Billboard, affirme qu'elle propose une fine interprétation visuelle du morceau, la décrivant comme « frappante et dotée de nombreuses qualités cinématographiques »,. De même, l'édition britannique du journal Metro estime le clip « glamour vintage », à l'instar du New York Daily News, qui affirme que sa puissance réside dans son atmosphère rétro. Plus enthousiaste, le blog Vulture fait l'éloge des décors du clip, déclarant : « Le tout est très chic, mais c'est triste ! ». Le site web Idolator souligne également la tristesse dont témoigne la chanteuse au cours du clip. D'autre part, il note « les qualités cinématographiques de la vidéo, qui font que même une magnifique piscine lors d'une journée ensoleillée peut paraître sinistre ». Dans un billet singulièrement critique, la revue Spacelab estime que le clip est mal ficelé, voire ennuyeux, tout comme la chanson elle-même. Cependant, le vidéoclip est bien accueilli par le public. Son impact est particulièrement conséquent sur les réseaux sociaux. Après sa sortie, il est devenu le dixième sujet le plus abordé sur le site de microbloage Twitter, derrière des thèmes tels que Tokyo Drift et Sweeney Todd.

### Autres versions
Une version alternative de la vidéo est mise en ligne sur le compte YouTube de Del Rey avant la publication du clip officiel, le 9 septembre 2011. Tout comme dans le clip de son premier single, Video Games, le court-métrage montre des images d'archives variées ainsi que des plans de la chanteuse filmés avec une webcam,. Cette édition de la vidéo inclut aussi des séquences d'un projet réalisé par le photographe australien Nirrimi Joy Firebraca et intitulé « Cœur tendre ». Ces différentes images du clip ont été tournées au format Super 8 ou en VHS. La presse est indifférente à la vidéo, se contentant de la comparer aux œuvres précédentes de Del Rey, tandis que le public lui réserve un accueil plus chaleureux : celle-ci compte en effet plus de dix millions de vues sur YouTube en mars 2012,.
Une seconde version alternative de la vidéo, intitulée Blue Jeans (Live at the Premises), est dévoilée sur la chaîne YouTube de Lana Del Rey. Celle-ci montre la chanteuse face à un microphone et accompagnée d'un guitariste interprétant une version acoustique du titre. Le clip est généralement bien accueilli par la presse. Le Huffington Post, affirme que « la voix de Del Rey y est étonnement profonde, s'inspirant de Nancy Sinatra et du gloomy jazz ». Le site web Consequence of Sound apprécie quant à lui la vidéo, affirmant qu'elle donne une crédibilité supplémentaire à Lana Del Rey.

## Interprétations scéniques
Le 14 janvier 2012, Lana Del Rey interprète Blue Jeans pour la première fois dans l'émission comique Saturday Night Live, diffusée sur la chaîne américaine NBC. Sa performance est fortement critiquée : les spectateurs déplorent sa nervosité et sa voix hésitante,. Brian Williams, le chef d'antenne de NBC, va jusqu'à décrire la prestation comme « l'une des pires jamais présentée dans l'émission ». L'acteur Daniel Radcliffe, ayant animé le programme la soirée où la chanteuse était présente, prend rapidement la défense de celle-ci, affirmant que les critiques à son égard concernent plus « son passé et sa famille » que ses capacités vocales en elles-mêmes. Le 30 du même mois, Lana Del Rey interprète la chanson en live en France, dans l'émission Le Grand Journal. Puis, le 13 avril, la chanteuse interprète Blue Jeans dans le talk show italien Le invasioni barbariche. Le 28 avril, elle chante le titre dans le cadre d'un épisode du télécrochet The Voice UK, enregistrant sa prestation un jour avant la diffusion officielle sur la BBC. Toujours au Royaume-Uni, elle interprète le morceau au festival London Lovebox le 16 juin et quelques jours plus tard au Hackney Weekend, créé par la station de radio BBC 1. À cette occasion, la chanteuse interprète sept pistes différentes, dont Blue Jeans. De plus, le titre faisant officiellement partie des programmations du Born to Die Tour et du Paradise Tour, il est interprété à de nombreuses reprises en Amérique du Nord, en Europe ainsi qu'en Océanie au cours de 2011, 2012 et 2013,.

## Crédits
- Lana Del Rey — chant, composition
- Emile Haynie — production, composition, instrumentation
- Dan Heath — composition, ingénierie audio
- Jeff Bhasker — assistance à la production, clavier, guitare
- Dan Grech Marguerat — mixage
- Duncan Fuller — assistance au mixage

Les crédits sont issus du livret de l'album Born to Die.

## Formats et éditions
| - Physique 1. Blue Jeans – 3:30 2. Blue Jeans (Club Clique Nothing Is Real Remix) – 4:11 3. Blue Jeans (Smims & Belle Remix — avec Azealia Banks) – 3:01 4. Blue Jeans (Gesaffelstein Remix) – 4:35 5. Blue Jeans (Odd Future's The Internet Remix) – 4:00 6. Blue Jeans (Kris Menace Remix) – 6:41 7. Blue Jeans (Penguin Prison Remix) – 5:36 8. Blue Jeans (RAC Remix) – 3:38 9. Blue Jeans (Blood Orange Remix) – 3:31 | - Vinyle 1. Blue Jeans – 3:30 2. Carmen – 4:08 - Numérique 1. Blue Jeans (Smims & Belle Remix — avec Azealia Banks) – 3:01 2. Blue Jeans (Smims Gesaffelstein Remix) – 4:35 3. Blue Jeans (RAC Mix) – 3:38 4. Blue Jeans (Club Clique Nothing Is Real Remix) – 4:11 5. Blue Jeans (Kris Menace Remix) – 6:41 6. Blue Jeans (Penguin Prison Remix) – 5:36 |

## Classements
| Pays                    | Position |
| ----------------------- | -------- |
| Australie (hitseekers)  | 13e      |
| Belgique (Fr)           | 104e     |
| Belgique (Nl)           | 106e     |
| Brésil (pop)            | 60e      |
| Brésil (radio)          | 94e      |
| Croatie                 | 51e      |
| États-Unis (rock)       | 41e      |
| États-Unis (alternatif) | 24e      |
| France                  | 16e      |
| Israël                  | 10e      |
| Royaume-Uni             | 32e      |
| Suisse                  | 39e      |

## Historique des sorties
| Pays             | Date            | Format    |
| ---------------- | --------------- | --------- |
| Royaume-Uni      | 8 avril 2012    | Vinyle    |
| Royaume-Uni      | 9 avril 2012    | Radio     |
| Australie        | 1er mai 2012    | Numérique |
| Belgique         | 1er mai 2012    | Numérique |
| Brésil           | 1er mai 2012    | Numérique |
| Canada           | 1er mai 2012    | Numérique |
| États-Unis       | 1er mai 2012    | Numérique |
| Espagne          | 1er mai 2012    | Numérique |
| Finlande         | 1er mai 2012    | Numérique |
| France           | 1er mai 2012    | Numérique |
| Grèce            | 1er mai 2012    | Numérique |
| Japon            | 1er mai 2012    | Numérique |
| Luxembourg       | 1er mai 2012    | Numérique |
| Nouvelle-Zélande | 1er mai 2012    | Numérique |
| Pays-Bas         | 1er mai 2012    | Numérique |
| Portugal         | 1er mai 2012    | Numérique |
| Suède            | 1er mai 2012    | Numérique |
| États-Unis       | 21 mai 2012     | Radio     |
| France           | 23 juillet 2012 | Physique  |
| États-Unis       | 21 janvier 2013 | Numérique |